# Амата, Дорин
Дорин Амата (англ. Doreen Amata; род. 6 мая 1988, Лагос) — нигерийская легкоатлетка, специалистка по прыжкам в высоту. Выступает за сборную Нигерии по лёгкой атлетике с 2007 года, двукратная чемпионка Всеафриканских игр, серебряная призёрка чемпионата Африки, участница трёх летних Олимпийских игр.

## Биография
Дорин Амата родилась 6 мая 1988 года в Лагосе, Нигерия. Состояла в легкоатлетической команде во время учёбы в Университете штата Лагос.
Первого серьёзного успеха на взрослом международном уровне добилась в сезоне 2007 года, когда вошла в основной состав нигерийской национальной сборной и побывала на Всеафриканских играх в Алжире, откуда привезла награду золотого достоинства, выигранную в прыжках в высоту.
Благодаря череде удачных выступлений удостоилась права защищать честь страны на летних Олимпийских играх 2008 года в Пекине — не смогла пройти здесь в финальную стадию, показав результат 1,89 метра.
В 2009 году выступила на чемпионате мира в Берлине.
На Всеафриканских играх 2011 года в Мапуту вновь была лучшей в прыжках в высоту, тогда как на мировом первенстве в Дэгу стала восьмой.
В 2012 году заняла четвёртое место на чемпионате Африки в Порто-Ново и отправилась выступать на Олимпийских играх в Лондоне — на сей раз преодолела планку в 1,9 метра и вновь не смогла пройти квалификационный этап.
На Африканских играх 2015 года в Браззавиле стала серебряной призёркой, в то время как на чемпионате мира в Пекине была двенадцатой.
В 2016 году выиграла серебряную медаль на чемпионате Африки в Дурбане, стала девятой на мировом первенстве в помещении в Портленде. Находясь в числе лидеров легкоатлетической команды Нигерии, благополучно прошла отбор на Олимпийские игры в Рио-де-Жанейро — здесь показала результат 1,89 метра и в финал не прошла. При этом несла знамя своей страны на церемонии закрытия Игр.
После трёх Олимпиад Амата осталась в основном составе нигерийской национальной сборной и продолжила принимать участие в крупнейших международных соревнованиях. Так, в 2018 году она выступила на Играх Содружества в Голд-Косте, где закрыла десятку сильнейших в программе прыжков в высоту.